# Boris Bernaskoni
Boris Bernaskoni (Mosca, 26 febbraio 1977) è un architetto, ingegnere e editore russo.
Destinatario di vari premi di architettura e partecipante a varie mostre di architettura. È il fondatore dell'ufficio BERNASKONI. Boris Bernaskoni è membro fondatore del Consiglio Urbano presso il Centro di innovazione di Skolkovo a Mosca. Boris Bernaskoni ha ottenuto il riconoscimento internazionale nel 2008 quando ha vinto un concorso internazionale per il Perm Museum of Modern Art che è stato giurato da Peter Zumthor e ha avuto partecipanti come Coop Himmelb(l)au, Zaha Hadid e Asymptote. Il suo progetto Matrex ha ricevuto grandi consensi alla 15ª Biennale di Architettura di Venezia nel 2016. Nel 2019 Bernaskoni ha partecipato a numerosi eventi al Forum economico mondiale di Davos, tra cui un discorso sull'architettura trasformabile nelle città del futuro al Meeting per gli investimenti sulle tecnologie emergenti del forum e una discussione sulla digitalizzazione urbana presso la Russia House.

## Biografia

### Origini di famiglia
Bernaskoni è russo ed è nato a Mosca, ma eredita il suo cognome da una famiglia di immigrati italo-svizzeri in Russia alla fine del XVIII secolo. La famiglia Bernasconi di Lugano aveva prodotto molti artisti barocchi e classici, stucchisti e architetti attivi in tutta Europa. Gli antenati di Boris vennero in Russia per lavorare nei palazzi di San Pietroburgo e nei suoi dintorni; tra loro vi sono personaggi come Antonio e Giuseppe Bernasconi.

### Formazione
Bernaskoni si è laureato in architettura all'Accademia di architettura di Mosca, dopo aver studiato nel dipartimento di "Edilizia abitativa e di design sociale" sotto la supervisione dei professori Belov, Chazanov e Pachomov. Nel 2000, Boris ha completato un corso di Marketing di 2 anni presso l'Accademia Russa di Economia di Plechanov. Successivamente ha frequentato un corso post-laurea in Composizione in architettura presso l'Accademia di architettura di Mosca nel 2000-2003.

### Insegnamento
Nel 2001 ha diretto un seminario di "analisi dei sensi" per gli studenti dell'Accademia di architettura di Mosca. Dal 2003 è docente presso il dipartimento di pianificazione urbana dell'Accademia di architettura di Mosca. Nel 2004 ha diretto un seminario sul progetto a New York per gli studenti dell'Accademia di architettura di Mosca, invitato dalla Harvard Design School.

### Opere architettoniche
Bernaskoni ha iniziato la sua pratica non appena si è laureato nel 2000. Ha fondato un ufficio interdisciplinare che lavora all'incrocio tra architettura, comunicazione e design industriale. L'ufficio è specializzato nella progettazione e realizzazione di vari oggetti architettonici: progetti urbani, uffici e edifici residenziali, mostre e musei, case di campagna e oggetti industriali. Il suo portfolio include molti progetti significativi: Matrex, il principale edificio pubblico nel centro di Skolkovo; Hypercube, anche a Skolkovo; masterplan per Preobraženskij a Jaroslavl' e Red October a Mosca; New Holland Summer a San Pietroburgo; il paese ospita Volgadacha e Mirror Mongayt; progetti competitivi per il Padiglione della Russia a Shanghai, PERMMUSEUMXXI, l'edificio residenziale di Tetris, la ricostruzione della Central House of Artists (CHA); le mostre OLEGKULIK e Kandinsky Prize; identità e interni del Centro stampa del Governo della Russia e dello spazio ufficio di BBDO a Mosca; design industriale della barca a vela di classe nazionale EM-KA.

### Progetti

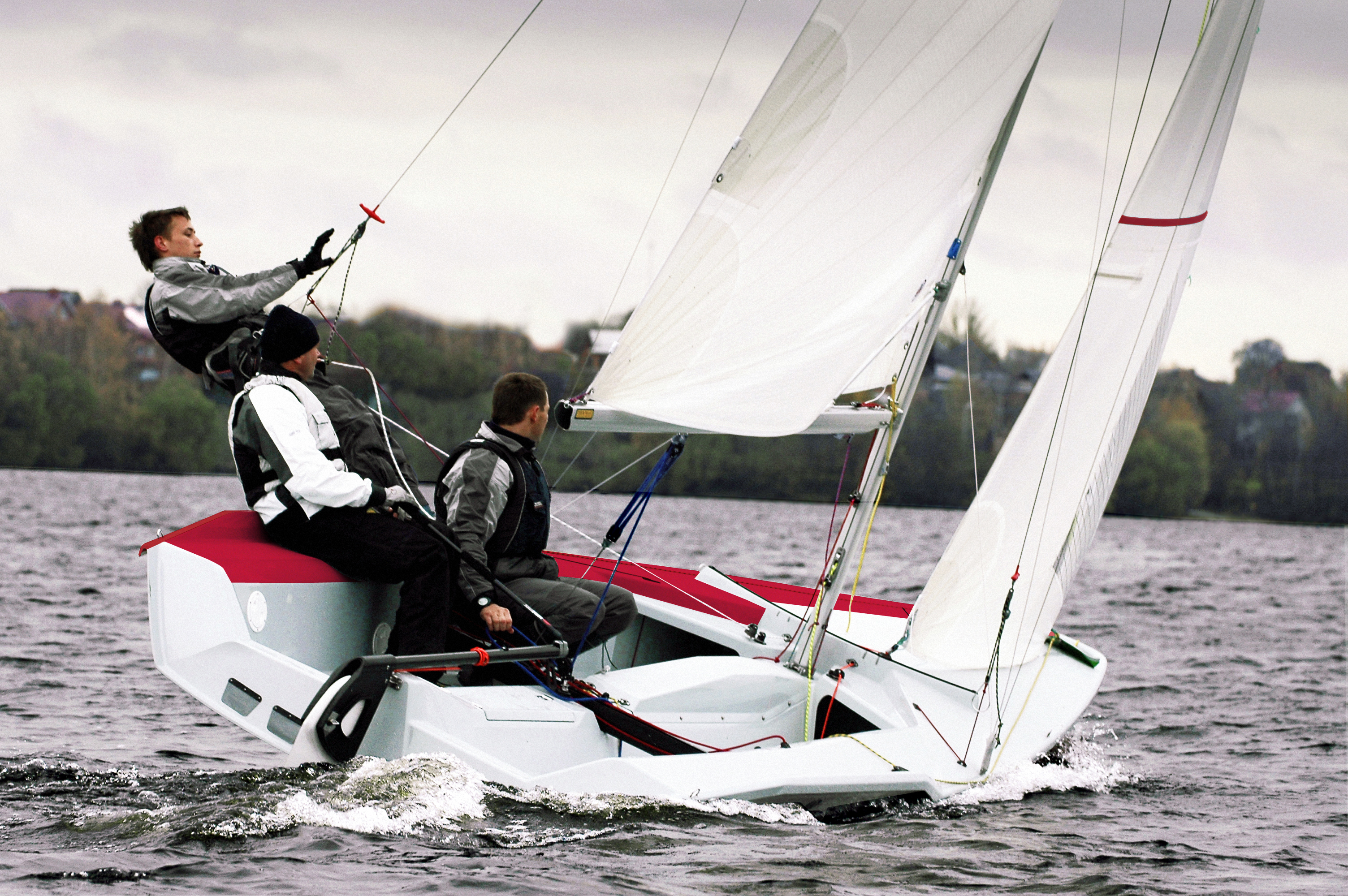
EM KA barca a vela

- Place Memorial in Piazza Lubjanka (Mosca, 2000)
- Torri viventi di Tetris a Izmajlovo (Mosca, 2002)
- Immaterialbox padiglione (Mosca, 2002)
- Edificio per uffici BBDO Moscow (Mosca, 2003)
- Conversione di MediaCity dei laboratori di fabbrica in nuovi studi cinematografici (Mosca, 2004)
- Grand Cru, enoteca (Mosca, 2004)
- Concetto di sviluppo del territorio di Krasnyj Oktjabr' (Mosca, 2005)
- Centro stampa del Governo della Russia (2006)
- Esposizione OLEGKULIK (Mosca, 2007)
- Esposizione del premio Kandinsky (Mosca nel 2007, Londra nel 2010)
- Magazinzing magazzino di moda (2008)
- EM-KA, barca a vela (2008)
- PERMMUSEUMXXI, concorso internazionale, primo premio (2008)
- Padiglione di Russia all'Expo di Shanghai 2010, concorso nazionale, primo premio (2008)
- Museo per l'architettura, l'arte e il design di Oslo, concorso (2009)
- Ragout, cafe bar interno (Mosca, 2010)
- Paparazzi, ristorante interno (Ekaterinburg, 2010)
- Volgadacha, designer villa (2010)
- Hypercube, edificio innovativo (Skolkovo, 2010)
- New Holland Summer, masterplan (San Pietroburgo, 2011)
- Preobraženskij masterplan (oblast' di Jaroslavl', 2011)
- Mirror Mongayt, villa di design (2012)
- Arco (oblast' di Kaluga, Nikola-Lenivets, 2012)
- Centro Presidenziale Boris El'cin (2015)
- Matrex (Skolkovo, 2017)

## Opere principali

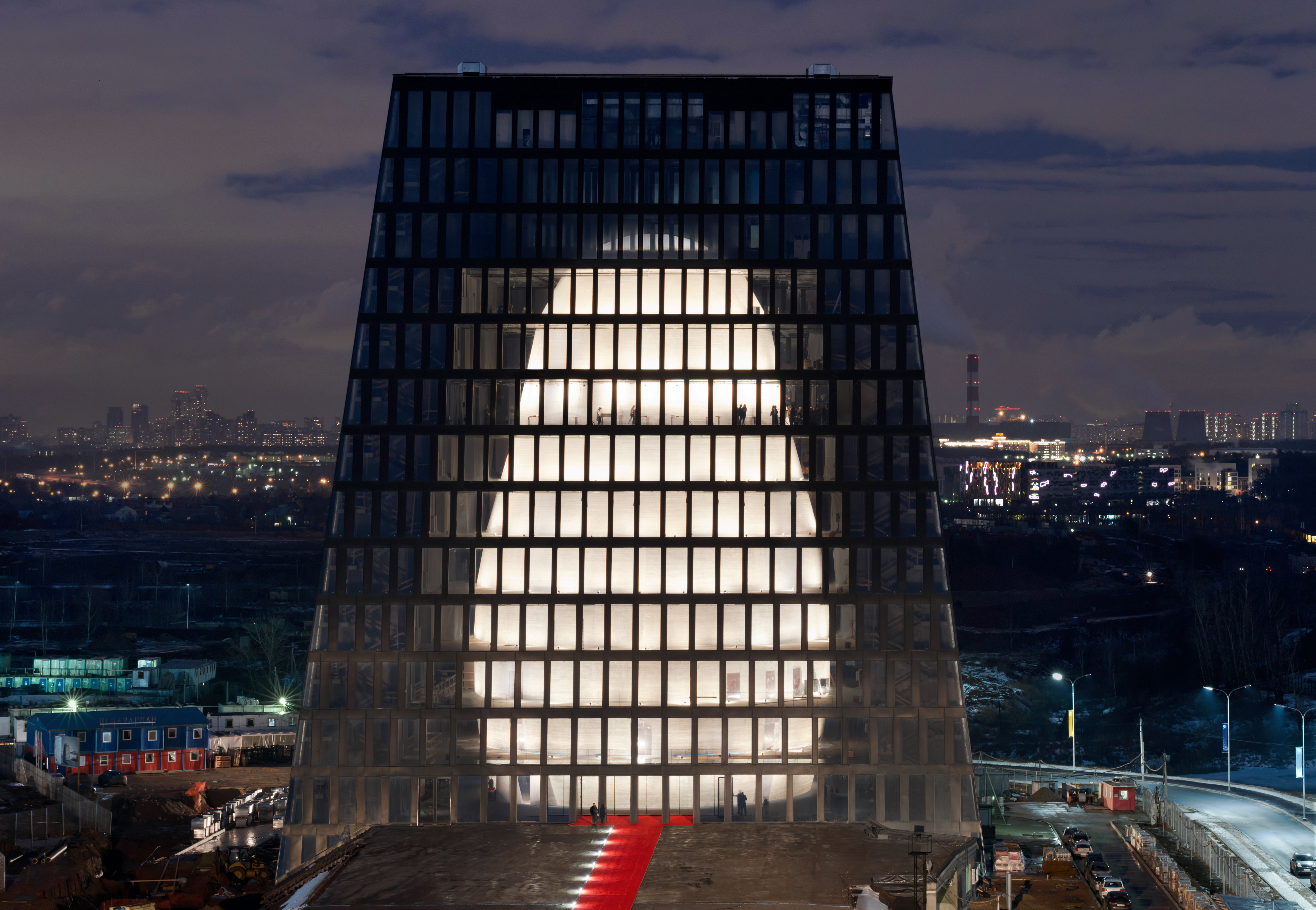
MATREX è il principale edificio pubblico di Skolkovo

### Matrex
Matrex è stata costruita presso il Centro di innovazione di Skolkovo nel 2015 nei pressi del Complesso Skoltech. Questo progetto fornisce una base per lo sviluppo di tecnologie informative ed energeticamente efficienti, con particolare attenzione alla trasparenza dello spazio e del lavoro. L'edificio a destinazione mista combina classe A e uffici di avvio, appartamenti, una sala di trasformazione, un museo a spirale (esposizione a spirale) e un ristorante. La piramide tronca contiene uno spazio interno sotto forma di una matrioska gigante, o bambola russa accoccolata.

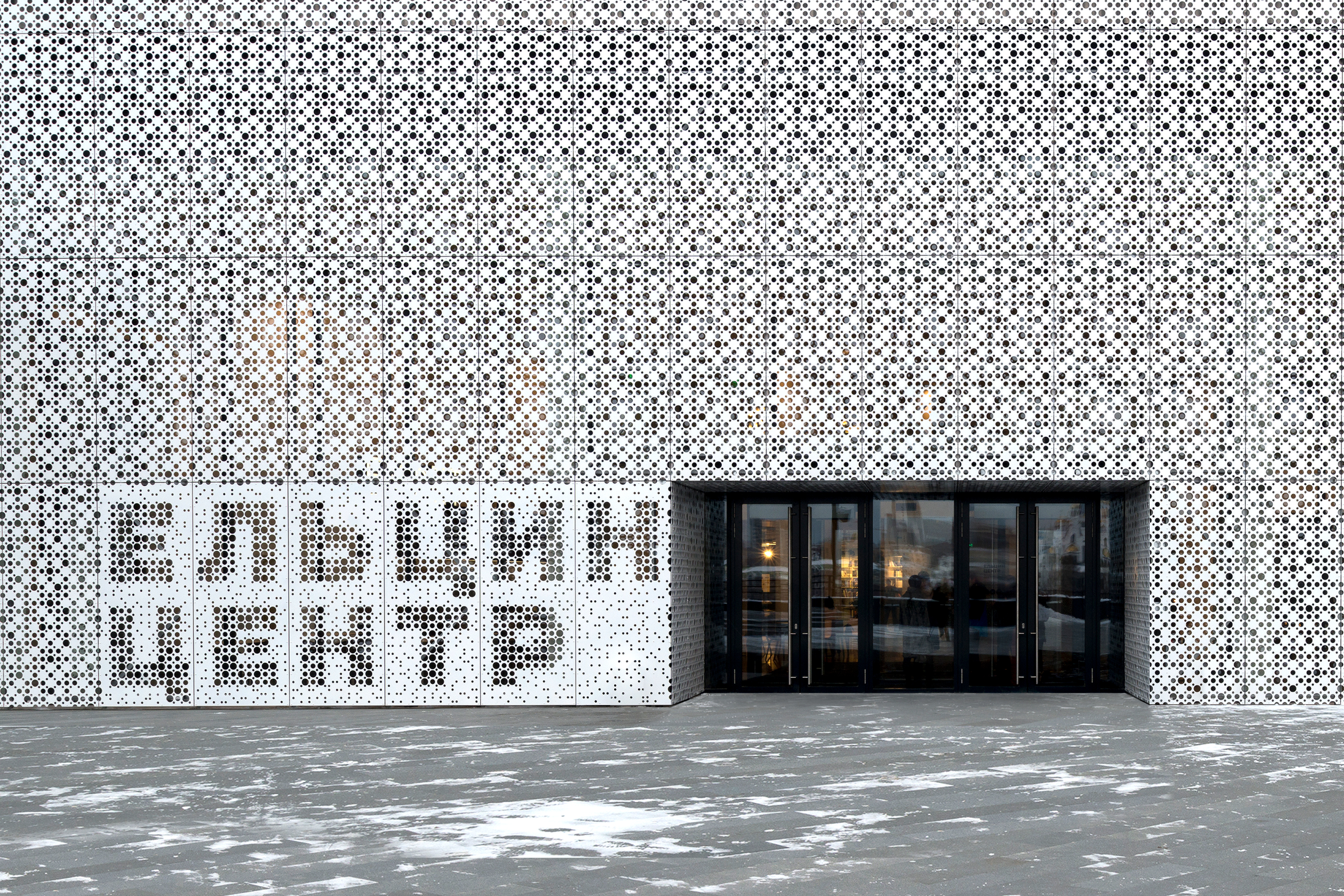
Centro El'cin

### Centro Yeltsin
Un primo per la Russia, il Centro El'cin è un centro presidenziale sul modello delle biblioteche presidenziali americane. È un'istituzione sociale, culturale ed educativa costruita nella città di Ekaterinburg, città natale del presidente Boris El'cin. Il centro ospita un museo (Museo europeo dell'anno 2016), galleria d'arte, centro educativo, centro di documentari, libreria, caffetteria e altre strutture pubbliche. A causa della mancanza di siti vacanti, Bernaskoni ridisegnò un centro commerciale esistente, al quale aggiunse un nuovo modulo. Ciò è stato ottenuto principalmente attraverso una facciata continua, coprendo metà dei locali in una lamiera d'acciaio, perforata con una serie di aperture che mostravano simmetria rotazionale. Il Centro risultante è una struttura modesta e neutra che tuttavia ha un'identità visiva e una silhouette distinte da qualsiasi altro edificio a Ekaterinburg, che l'architetto ha definito come "supergrafica urbana".

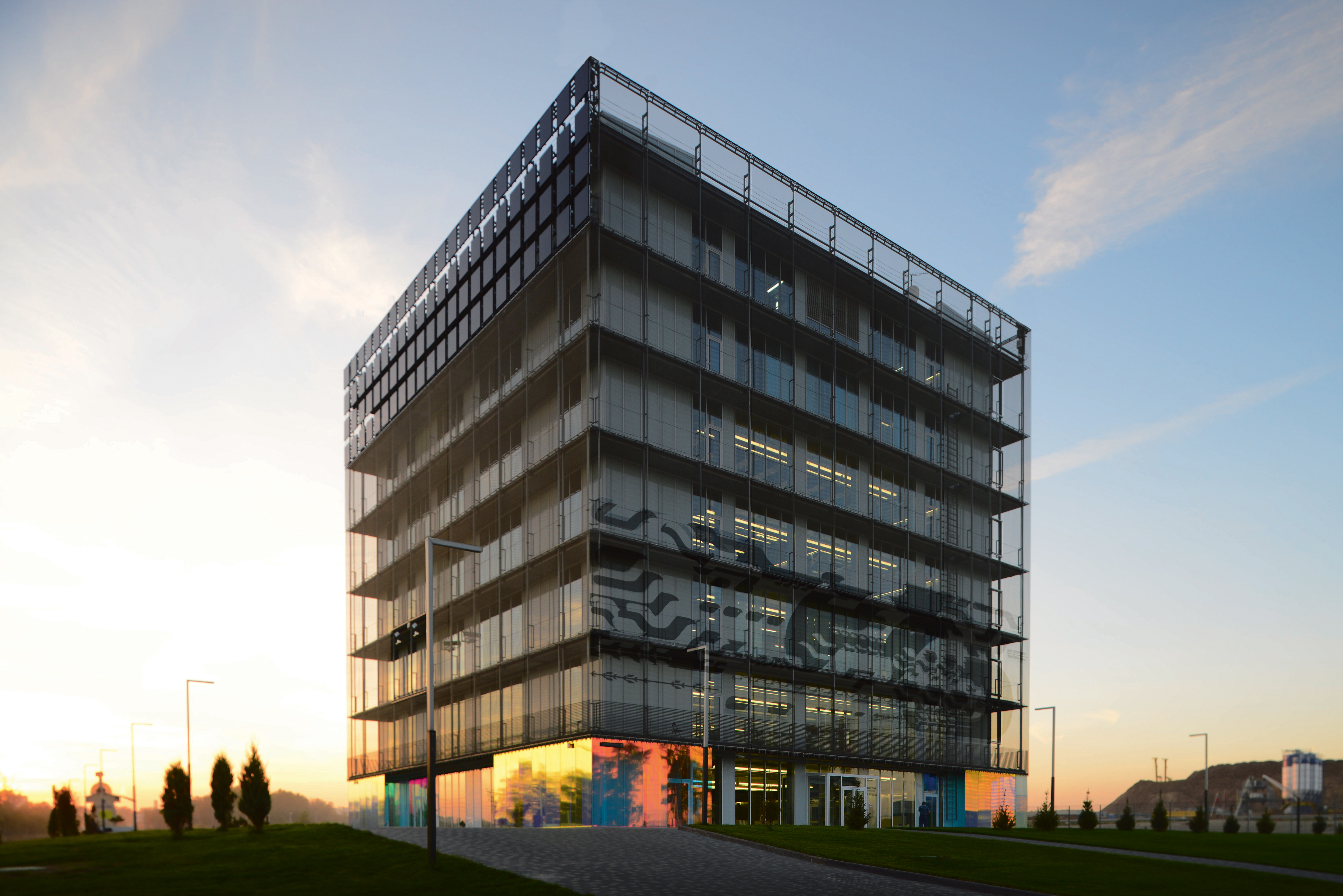
HYPERCUBE, Skolkovo

### Hypercube
Hypercube è il primo edificio del Centro di innovazione di Skolkovo. La decisione di erigere l'ipercubo è stata presa dal presidente russo Dmitrij Medvedev nel 2010. L'edificio è una piattaforma per la comunicazione, che combina i ruoli di uno spazio pubblico e un generatore per nuove imprese start-up e parte di un campus universitario. L'edificio ha una propria energia autonoma e sistemi di approvvigionamento idrico. Hypercube è stato costruito in conformità con lo standard verde "Leadership in Energy & Environmental Design" (LEED v3).

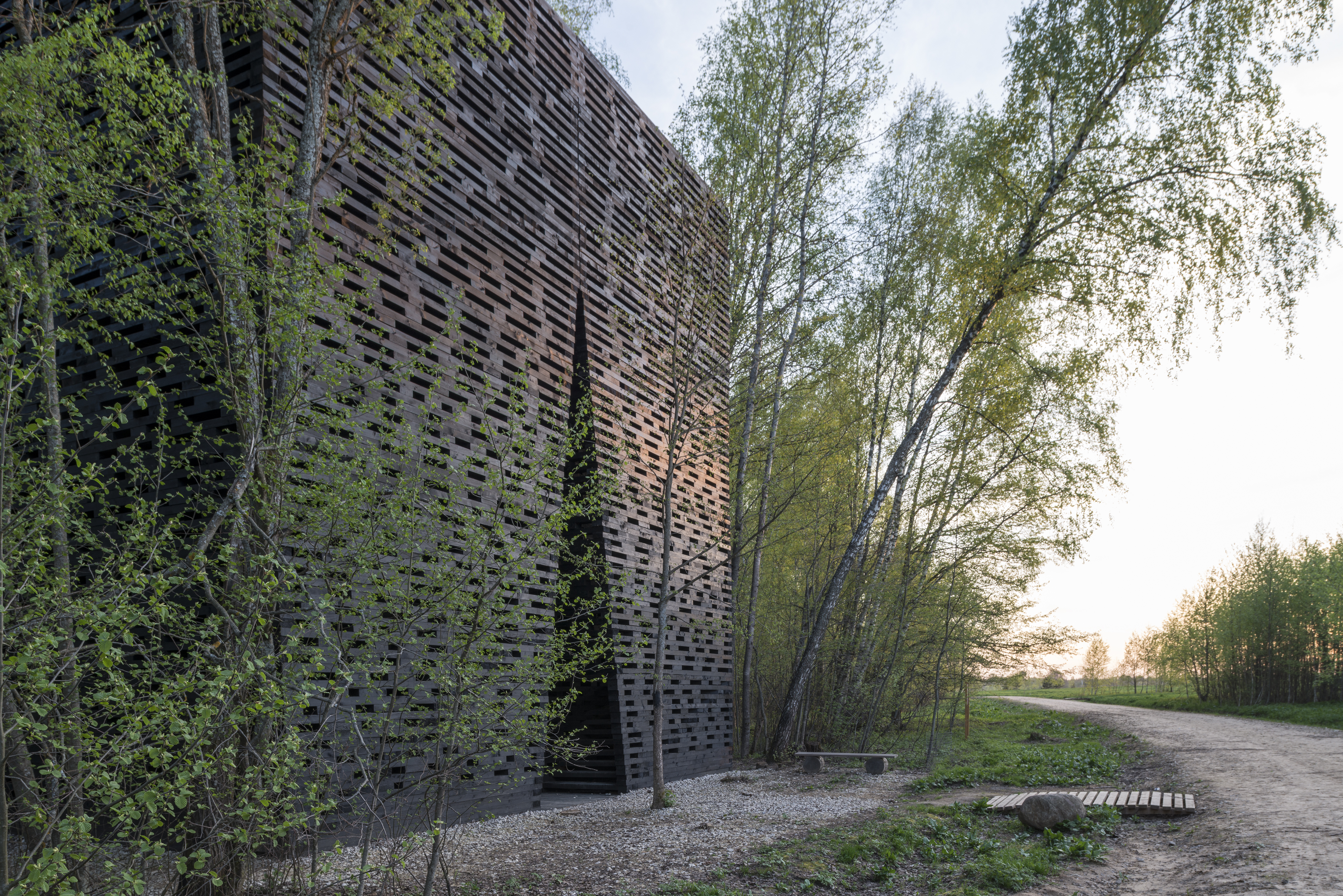
ARC

### Arco
Il padiglione Arc è stato creato appositamente per Archstoyanie, un festival di architettura tenuto a Nikola-Lenivets, in Russia. L'arco si trova al confine tra foresta e campo. I suoi elementi in legno sono impilati uno sopra l'altro con spazi vuoti che formano stanze e scale che portano ad un punto di vista. L'interno viene trasformato ogni anno in un'installazione artistica. I materiali di cui è composto l'arco devono essere riutilizzati per la costruzione utile o combustibile per il riscaldamento.

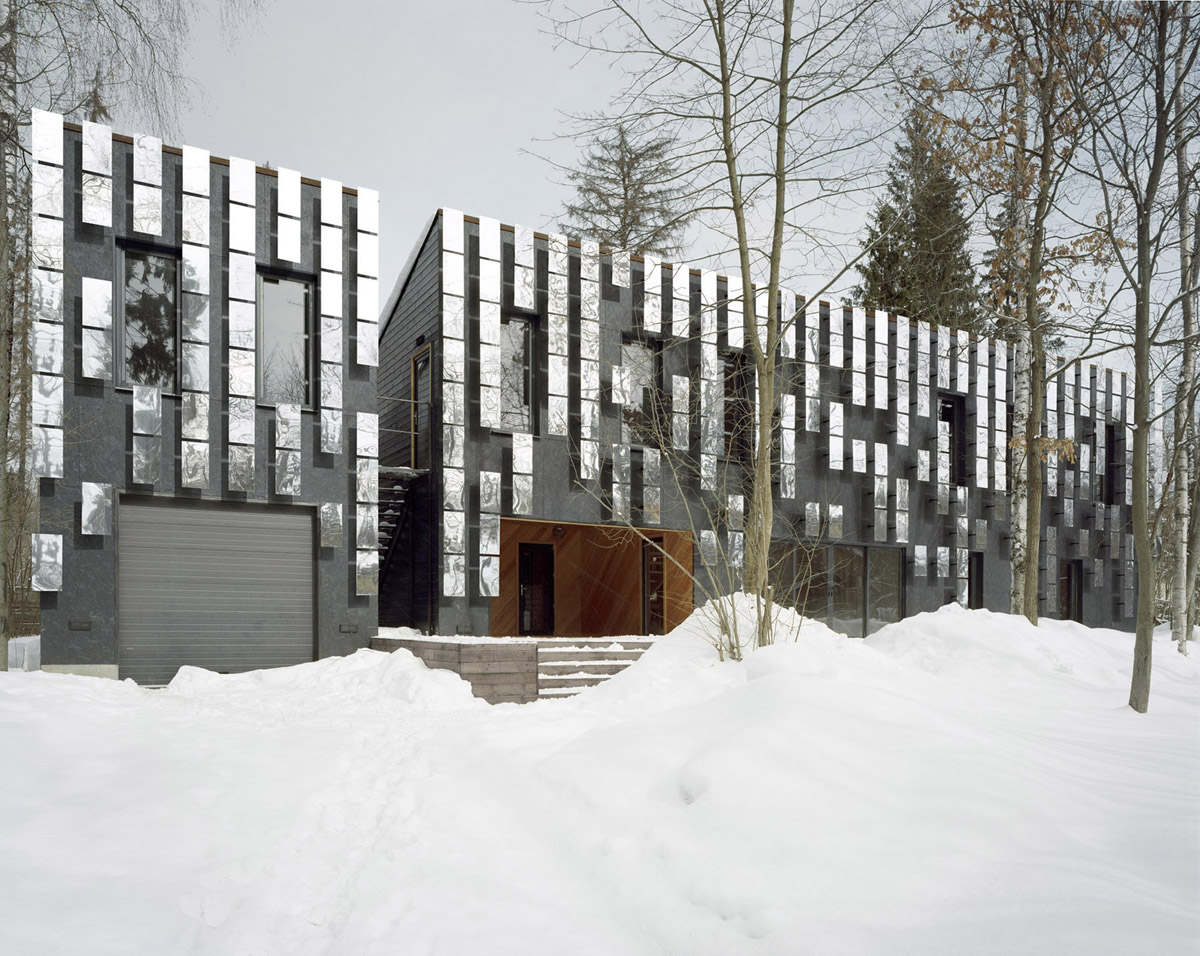
MIRROR MONGAYT

### Mirror Mongayt
Bernaskoni risolve il problema di come costruire una villa di design eco-compatibile con un budget limitato. La facciata anteriore è progettata come una struttura temporanea con pannelli a specchio. Si presume che la facciata cambierà ogni otto anni. All'interno, lo spazio è vasto, con soffitti alti, spazi open space e un'abbondanza di legno nudo.

## Libri

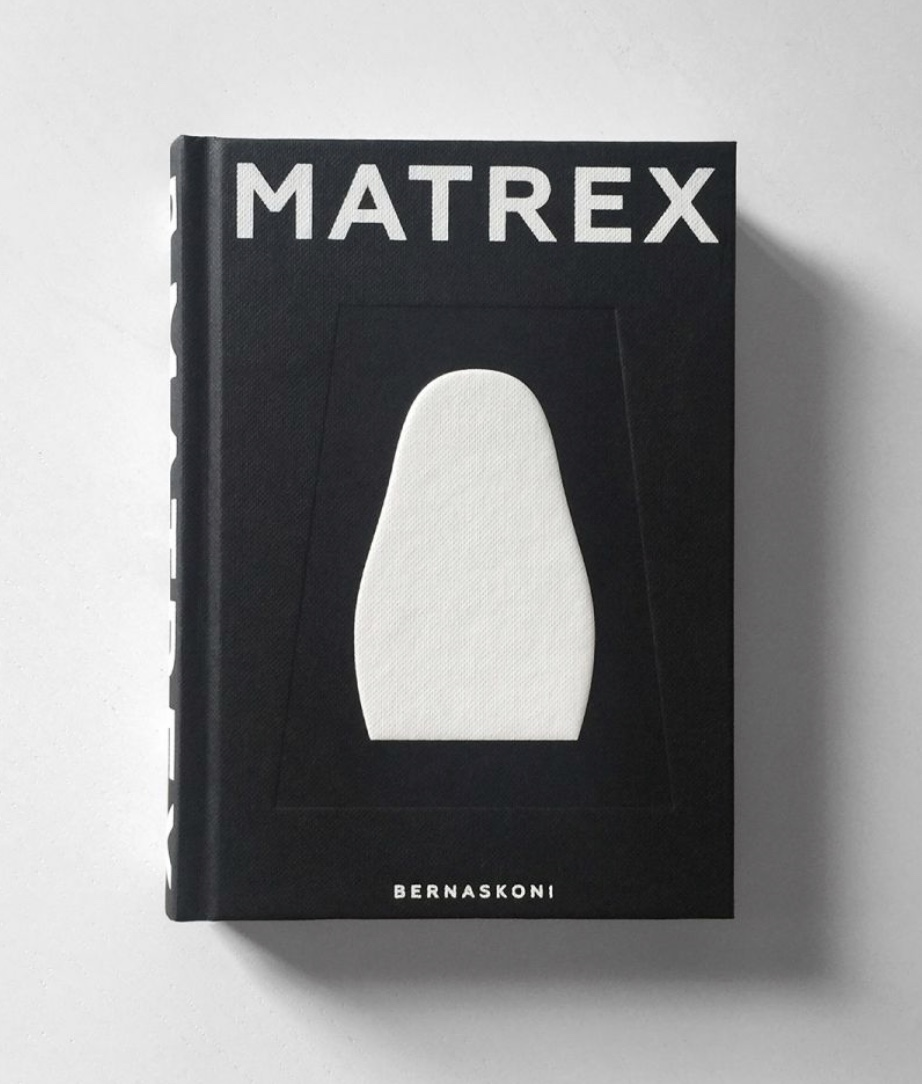
libro MATREX

### MATREX, agosto 2016
Il libro è parte integrante del progetto espositivo Matrex alla Biennale di Architettura di Venezia. Nel tracciare le storie culturali non convenzionali della Matrioska e della Piramide, il libro scopre le loro varie interconnessioni, con il nucleo della pubblicazione che copre il concetto, l'architettura e il programma dell'edificio Matrex presso il Centro di innovazione di Skolkovo.

libro HYPERCUBE

### Hypercube, maggio 2015
Questo libro parla dell'ideologia, del programma, delle tecnologie e dell'estetica dell'Hypercube. Lo studio si concentrerà sui materiali, le soluzioni e le tecnologie che consentono all'edificio di rispondere alle sfide energetiche globali, ecologiche, sociali ed economiche.

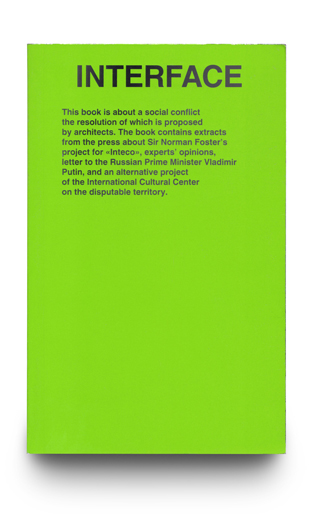
libro INTERFACE

### Interfaccia Antifoster, agosto 2008
Questo libro parla delle soluzioni degli architetti a una disputa sociale. Il libro contiene estratti di pubblicazioni sui progetti di Norman Foster per la società di sviluppo "Inteco", le opinioni di esperti, lettere aperte al Primo Ministro russo Vladimir Putin e all'architetto Norman Foster, e un progetto alternativo per un Centro culturale internazionale sul territorio conteso.

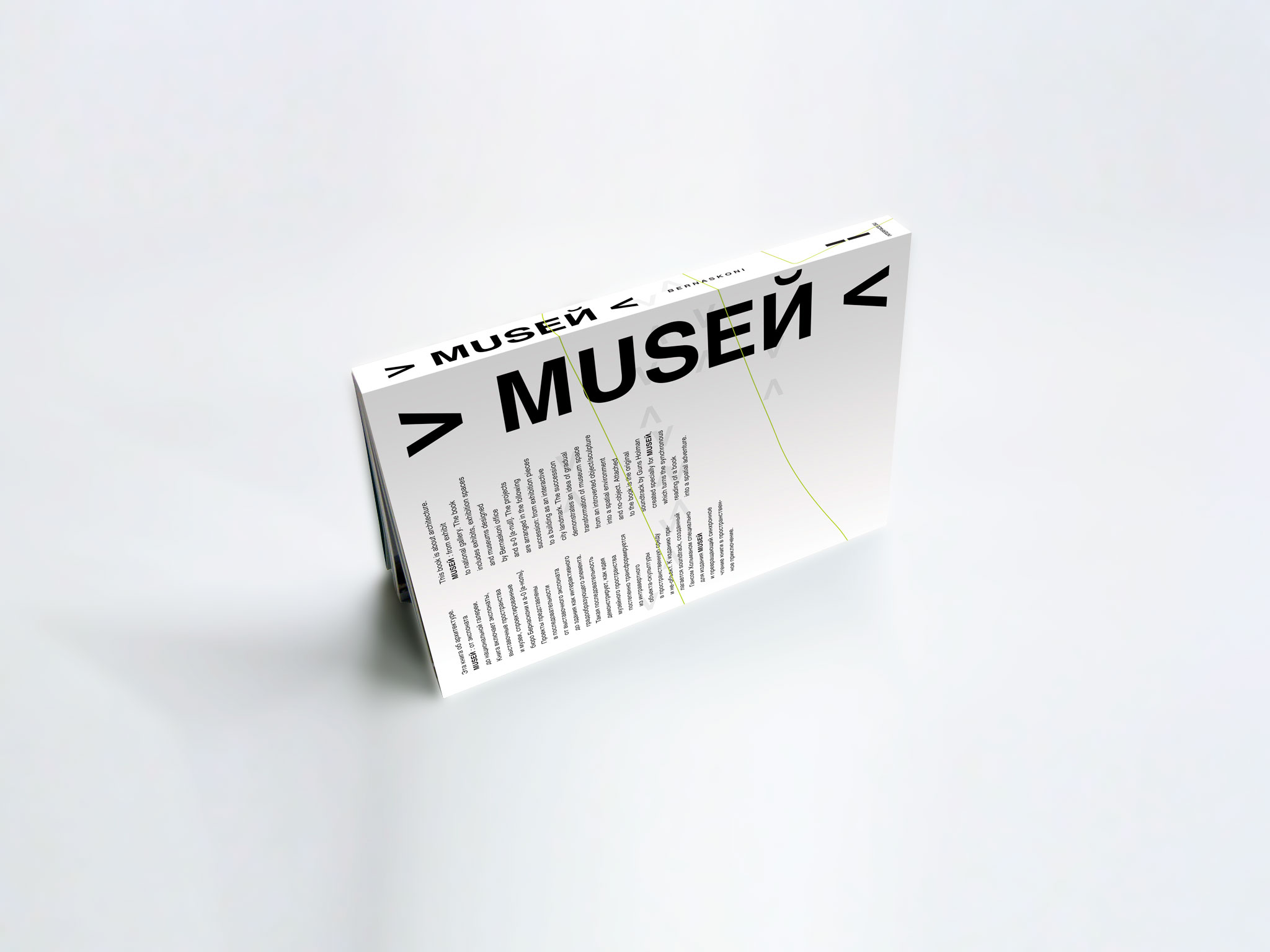
libro MUSEЙ

### MUSEЙ, maggio 2008
Il libro comprende mostre, spazi espositivi e musei progettati dall'ufficio di Bernaskoni nel 2000-2008. I progetti sono disposti nel seguente ordine: da pezzi di esposizione a un edificio, dimostrando così l'idea di una graduale trasformazione dello spazio museale da un oggetto introverso (Messaggio a Kazimir) in un ambiente spaziale (PERMMUSEUMXXI). Il libro comprende 12 progetti, ognuno dei quali riflette un diverso trattamento dell'idea di spazio museale.

## Esposizioni
- 2001 - Padiglione "Underconstruction" all'Arc Moscow Exhibition.
- 2001 - Nuovo progetto bandiera russa presso la galleria privata di Mosca.
- 2002 - Presentazione del progetto Matrex alla fiera Arch Moscow.
- 2002 - "Messaggio a Kazimir" ad Art Moscow.
- 2002 - Membro della commissione di esperti alla 7ª Mostra internazionale di architettura e design Arch Moscow.
- 2003 - Supervisore dell'8º Salone Internazionale dell'Architettura e del Design Arch "PresentPerfect".
- 2003 - Ufficio del presidente, finalista del Design Innovation Award Moscow Revisione della migliore opera di architettura nel 2002-2003.
- 2003 - Vincitore dell'anno a Golden Section 2003.
- 2004 - Supervisore della nona Esposizione Internazionale di Architettura e Design dell'Archivio "Dead End" di Mosca.
- 2006 - "Mosca 4" all'Accademia di Mendrisio, Svizzera.
- 2008 - 11ª Biennale di Architettura di Venezia. Bernaskoni ha usato il suo spazio nel padiglione russo per fare una campagna contro i controversi piani di riqualificazione di Norman Foster per la Casa degli artisti centrale di Mosca. 2011 - Hypercube Skolkovo, all'Arc Moscow Exhibition.
- 2012 - Progetto "Identity", alla 3ª Biennale di Architettura di Mosca.
- 2012 - 13ª Biennale di Architettura di Venezia.
- 2013 - Esposizione "Black" di Nikolaj Nasedkin, Museo d'arte moderna di Mosca, со-curatore.
- 2014 - Anteprima Matrex presso il Centro di innovazione di Skolkovo, a Mosca, curatore.
- 2016 - 15ª Biennale di Architettura di Venezia. Bernaskoni ha presentato un modello dell'edificio Matrex, combinando una piramide con uno spazio aperto a forma di matrioska.

## Premi e riconoscimenti
- 2010 - Il progetto Volgadacha ha premiato il miglior design russo del 2010.[10]
- 2011 - Il progetto Volgadacha ha vinto l'Archiwood Award per la categoria Country House.[11]
- 2012 - Hypercube ha vinto il premio d'oro allo Zodchestvo - Festival Internazionale di Architettura e Design 2012.[12]
- 2013 - Il progetto Arc ha ricevuto una menzione speciale agli Architizer A + Awards nella categoria Parchi paesaggistici.
- 2014 - Hypercube è stata selezionata come finalista negli Architizer A + Awards nella categoria Architecture + Technology.
- 2015 - Il libro Hypercube ha vinto il premio d'oro al Concorso nazionale di design del libro nazionale di Zhar-Kniga.[13]